# Murphy-Gamble
Murphy-Gamble Limited was een oud warenhuis in de Canadese stad Ottawa, Ontario.

## Geschiedenis
De winkel was gevestigd op Sparks Street 118-124, in een gebouw uit 1909, ontworpen door C.P. Meredith. Het warenhuis gebruikte jarenlang de slogan "Ottawa's Smart Store". Het restaurant op de vijfde verdieping van Murphy-Gamble stond bekend als de Rideau Room.
In de eerste helft van de 20e eeuw waren op Sparks Street in Ottawa veel warenhuizen gevestigd, waaronder Murphy-Gamble, C. Ross en Bryson-Graham. Ogilvy, Freimans en Caplan's waren verder naar het oosten gevestigd, aan de Rideau Street. Het succes van lokale warenhuizen in Ottawa weerhield de meeste nationale ketens ervan zich in de National Capital Region te vestigen tot in de jaren 1950.

Murphy-Gamble werd in 1971 door Simpson's gekocht en de winkel bleef tot 1983 onder de naam Simpson's opereren. Na de sluiting van de Zellers-winkel in 2013 en de sluiting van Holt Renfrew op Sparks Street 240 in 2014, waren er geen warenhuizen meer op Sparks Street totdat Winners in 2015 naar de voormalige locatie van Zellers verhuisde.

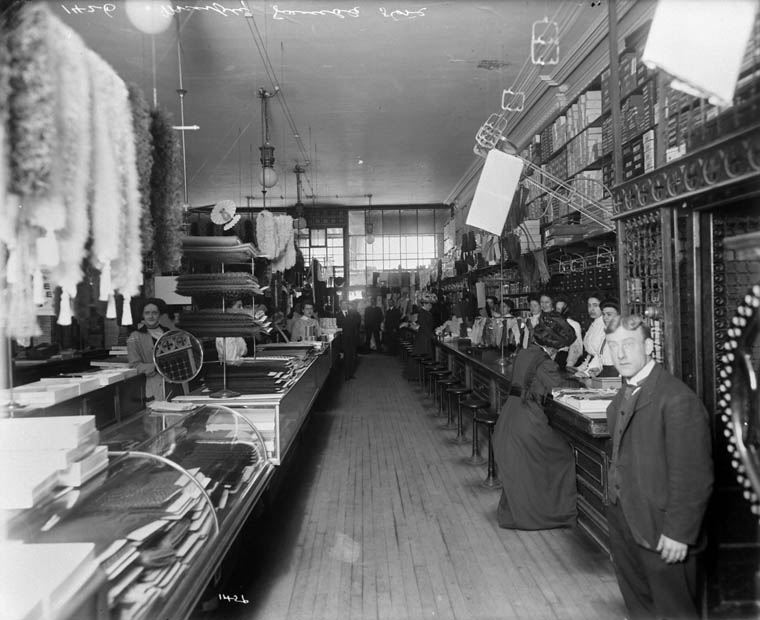
Interieur van de winkel
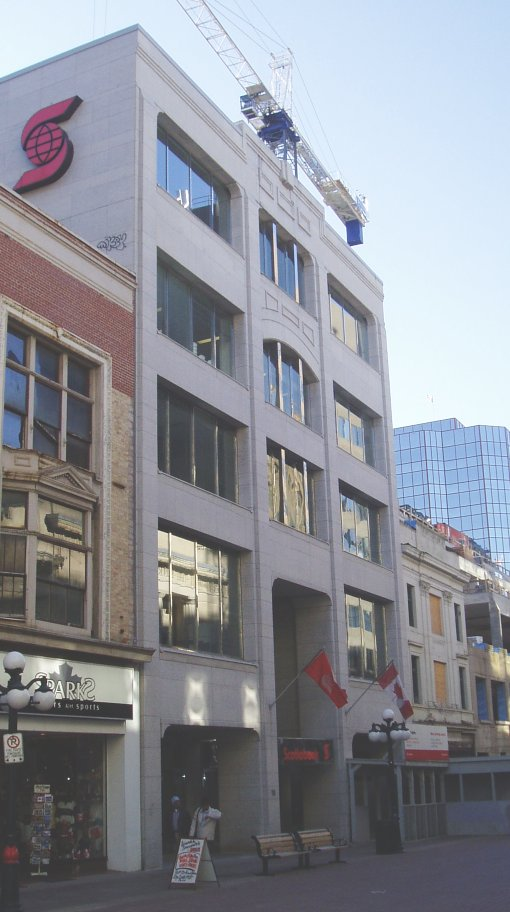
Voorzijde van het gebouw